# Samuel Bailey
Samuel Bailey, född 5 juli 1791 i Sheffield, död 18 januari 1870 i Sheffield, var en brittisk filosof och författare.  Han blev kallad Hallamshires Bentham.
Samuel Bailey var son till Joseph Bailey och Mary Eaton. Fadern var en av de första handlarna från Sheffield som reste till USA för att etablera handelsförbindelser. Efter några år i sin fars företag drog sig Bailey tillbaka från affärsangelägenheter. Han förblev emellertid aktiv i Sheffield Banking Company, där han var ordförande under många år. Trots att han var en ivrig liberal hade Bailey liten inblandning i politiska frågor. Vid två tillfällen var han "radikal filosofisk" parlamentskandidat i Sheffield, men han förlorade båda gångerna.